# Luftklinge

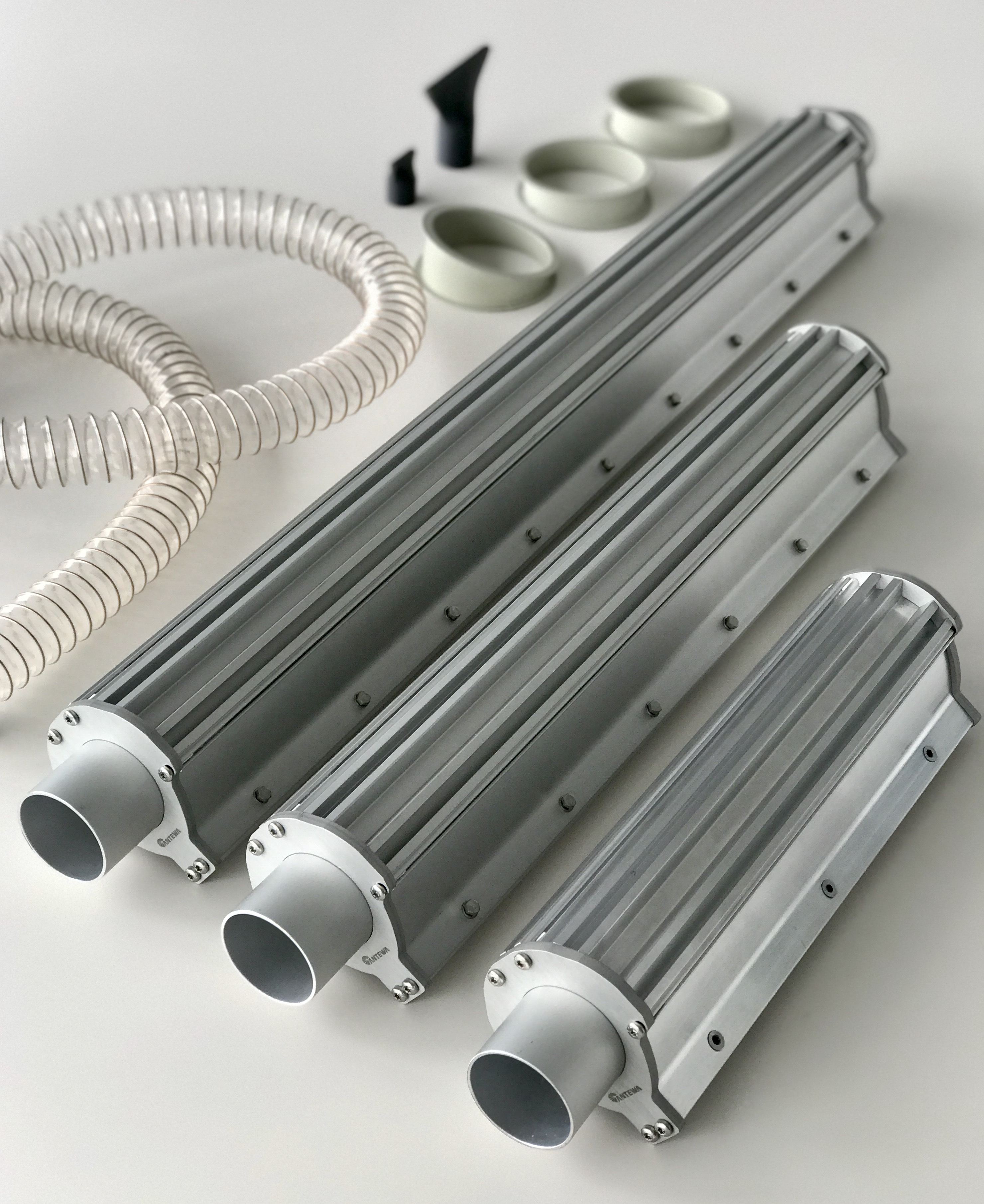
Luftklinge

Die Luftklinge ist eine Düse mit rechteckigem Querschnitt, aus der ein schneller Luftstrahl austritt. Der Luftstrahl ähnelt der Form einer Klinge, etwa 0,3 cm Höhe und 10 bis 150 cm Breite und ist eine laminare Strömung.
Andere Bezeichnungen sind auch Luftmesser, Luftschwert, Luftbürste oder Luftrakel.
Ein starkes Gebläse transportiert möglichst viel Luftvolumen mit wenig Druck. In der Luftklinge wird der Querschnitt immer geringer, damit an jeder Austrittstelle die Luft mit dem gleichen Druck ausströmt. Entsprechend der Bernoulli-Gleichung ergibt sich in der Austrittsöffnung eine große Strömungsgeschwindigkeit. Mit diesem schnellen Luftstrahl werden in der Industrie Gegenstände gereinigt oder leichte Teile von schwereren getrennt.
Es gibt auch mit Druckluft betriebene Luftklingen, bei denen ein hoher Eingangsdruck (ca. 6 bar) durch einen sehr schmalen Spalt austritt und viel Luft aus der Umgebung ansaugt, die den Luftstrom mindestens 40-fach verstärkt.
In den vergangenen Jahren wurde traditionelle Kolbenkompressoren als Antrieb für Luftklingen von hochdrehenden Radialventilatoren abgelöst. Diese zeichnen sich durch einen erhöhten Wirkungsgrad aus.

## Anwendungen
- Bei der Getränkeabfüllung werden damit die Flaschen oder Dosen abgeblasen und getrocknet. Die Motorleistung beträgt 7–15 kW[3]
- In Fräsmaschinen werden damit Späne vom Bearbeitungsbereich weg geblasen. Die Motorleistung beträgt bis 110 kW[4]
- Unterstützung bei der elektrostatischen Entladung und Reinigung von Kunststoffteilen. (Teilereinigung)[5]
- Trocknung der Hände nach dem Waschen (Händetrockner)[6]
- Entfernen von Restfeuchte auf Oberflächen
- Reinigen und Abblasen des überschüssigen Zinns nach einer Tauchverzinnung bei Leiterplatten (Hot Air Leveling).
- Gleichmäßige Verteilung von Substanzen auf Oberflächen
- Trennung von Luftmassen wie bei einem Torluftschleier